# 甘露糖胺
D-甘露糖胺（也称作2-氨基-2-脱氧甘露糖，2-amino-2-deoxymannose）是一种氨基糖，分子式C6H13NO5，是甘露糖2号位的一个羟基被氨基取代后的化合物。